# Маркед Три (Арканзас)
Маркед Три (енгл. Marked Tree) град је у америчкој савезној држави Арканзас.

## Демографија
По попису из 2010. године број становника је 2.566, што је 234 (-8,4%) становника мање него 2000. године.
| Група             | 2000.         | 2010.         |
| Белци             | 1.819 (65,0%) | 1.708 (66,6%) |
| Афроамериканци    | 898 (32,1%)   | 772 (30,1%)   |
| Азијати           | 8 (0,3%)      | 2 (0,1%)      |
| Хиспаноамериканци | 58 (2,1%)     | 45 (1,8%)     |
| Укупно            | 2.800         | 2.566         |